# Ensemble pour la Catalogne (coalition)
Pour les articles homonymes, voir Ensemble pour la Catalogne.
Ne doit pas être confondu avec Ensemble pour le oui.
Ensemble pour la Catalogne (en catalan : Junts per Catalunya, abrégé en JxCat, JuntsxCat ou JxC) est une ancienne coalition politique indépendantiste catalane formée le 13 novembre 2017 autour du Parti démocrate européen catalan (PDeCAT) et de personnalités indépendantes en vue des élections au Parlement de Catalogne de 2017.
Elle disparaît avec la création du parti du même nom en août 2020.

## Historique

### Création
Le 13 novembre 2017, Carles Puigdemont, le président déchu de la généralité de Catalogne, annonce depuis son exil à Bruxelles la création d'une nouvelle coalition baptisée Ensemble pour la Catalogne formée principalement du Parti démocrate européen catalan (PDeCAT, le parti successeur de Convergence démocratique de Catalogne depuis 2016) mais ouverte à d'autres formations et à des personnalités indépendantes.
Quim Torra, député indépendant élu sur la liste de JuntsxCat dans la circonscription de Barcelone, est investi président de la généralité de Catalogne le 14 mai 2018.

### Parti fantoche et disparition
Le 11 juillet 2018, le PDeCAT inscrit Ensemble pour la Catalogne au registre des partis politiques du ministère espagnol de l'Intérieur. Le siège de la formation est fixé au 339, rue de Provence à Barcelone, soit dans le même immeuble que celui du Parti démocrate. L'objectif est d'utiliser la marque JxCat pour les élections municipales de mai 2019. Laia Canet Sarri, conseillère municipale de la capitale catalane, est désignée présidente du mouvement.
Carles Puigdemont décide en juillet 2020 de constituer un nouveau parti sur la base d'Ensemble pour la Catalogne. Il choisit comme date d'ouverture du congrès constitutif le 25 juillet, soit le jour où le conseil national du PDeCAT doit se réunir afin de discuter de sa stratégie au sujet du mouvement indépendantiste et des prochaines élections catalanes. Il en est élu président un mois plus tard.

## Résultats électoraux

### Parlement de Catalogne
| Année | Tête de liste     | Voix    | %     | Rang | Mandats  | Gouvernement |
| ----- | ----------------- | ------- | ----- | ---- | -------- | ------------ |
| 2017  | Carles Puigdemont | 940 602 | 21,65 | 2e   | 34 / 135 | Torra        |

### Cortes Generales
| Année   | Congrès des députés | Congrès des députés | Congrès des députés | Congrès des députés | Sénat   | Gouvernement |
| Année   | Voix                | %                   | Rang                | Mandats             | Mandats | Gouvernement |
| ------- | ------------------- | ------------------- | ------------------- | ------------------- | ------- | ------------ |
| 04/2019 | 497 638             | 12,05 %             | 4e                  | 7 / 48              | 2 / 16  | Aucun        |
| 11/2019 | 527 375             | 13,68 %             | 3e                  | 8 / 48              | 3 / 16  | Opposition   |

### Parlement européen
| Année | %    | Sièges | Position |
| ----- | ---- | ------ | -------- |
| 2019  | 4,58 | 3 / 59 | 7e       |

## Partis membres de la coalition
- Parti démocrate européen catalan (2017-2020)
- Appel national pour la République (2018-2020)
- Action pour la République (2019-2020)
- Reagrupament (2017-2020)
- Les Verts-L'alternative verte (2017-2020)

## Identité visuelle

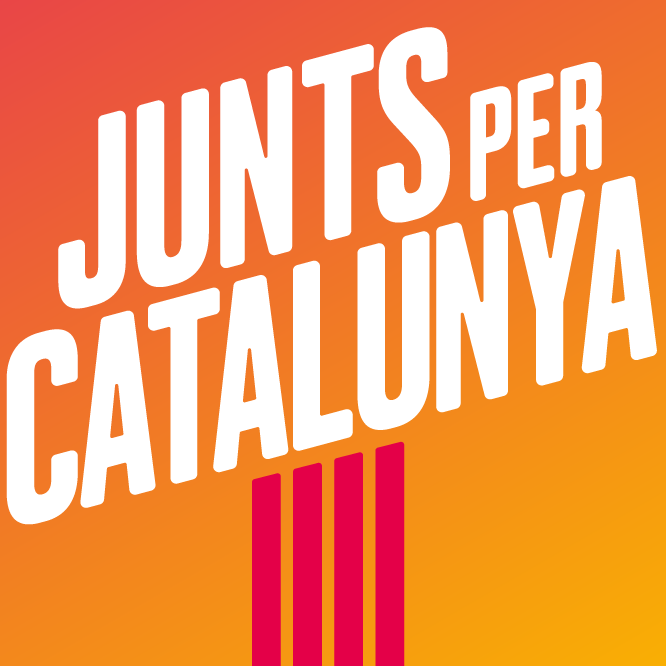
Logo avec le fond coloré de 2017 à 2020